# Freda Payne
Freda Payne, née le 19 septembre 1942 à Détroit, est une chanteuse et actrice américaine.

## Carrière
Son plus grand succès, Band of Gold (1970), s'est classé à la première place des ventes en Angleterre pendant six semaines et à la troisième place du Billboard Hot 100 aux États-Unis. Ses autres tubes sont Deeper and Deeper (1970), Cherish What Is Dear to You (1971), Bring the Boys Home (1971), You Brought the Joy (1971), The Road We Din't Take (1972) et Love Magnet (1977).
Elle est la sœur de Scherrie Payne, née en 1944, elle-même chanteuse et, un temps, membre des Supremes.

## Discographie

### Albums studio
- 1963 : After the Lights Go Down Low and Much More!
- 1966 : How Do You Say I Don't Love You Anymore
- 1970 : Band of Gold
- 1971 : Contact
- 1973 : Reaching Out
- 1974 : Payne & Pleasure
- 1975 : Out of Payne Comes Love
- 1977 : Stares and Whispers
- 1978 : Supernatural High
- 1979 : Hot
- 1996 : Christmas With Freda and Friends
- 2001 : Come See About Me
- 2007 : On the Inside

### Albums live
- 1996 : An Evening With Freda Payne: Live in Concert
- 1999 : Live in Concert

### Compilations
- 1972 : The Best of Freda Payne
- 1991 : Greatest Hits
- 2000 : Lost in Love
- 2000 : Band of Gold: The Best of Freda Payne
- 2001 : Unhooked Generation: The Complete Invictus Recordings
- 2002 : The Best of Freda Payne: Ten Best Series

## Filmographie
- 1973 : Book of Numbers
- 1997 : Sprung
- 2000 : La Famille foldingue (Nutty Professor II: The Klumps) de Peter Segal
- 2001 : Deadly Rhapsody
- 2007 : Cordially Invited